# Karin Cyrén
Karin Cyrén, född 1984, är en svensk illustratör och författare av barn- och ungdomslitteratur.

## Utställningar
- Årets Svenska Bilderbok 2019 / Maraton på Bildmuseet, Umeå Universitet, från 2020-08-27 till 2020-11-29 [1]